# کوشک دولت‌آباد
کوشک دولت‌آباد مربوط به دوره پهلوی اول است و در ابرکوه، داخل شهر واقع شده و این اثر در تاریخ ۲۸ اسفند ۱۳۸۶ با شمارهٔ ثبت ۲۲۷۶۳ به‌عنوان یکی از آثار ملی ایران به ثبت رسیده است.